# Trondheim Black Panthers
Trondheim Black Panthers var en norsk ishockeyklubb från Trondheim, som existerade mellan 1986 och 2008 och ursprungligen hette Trondheim IK. Laget spelade vid flera tillfällen i Norges högsta division, Get-ligaen. 